# Varig
VARIG (Viação Aérea RIo Grandense) var ett brasilianskt flygbolag. VARIG var länge Brasiliens och Sydamerikas största flygbolag men fick stora problem under 2000-talet och var 2007 på gränsen till konkurs. Komplicerade ägarförhållanden med bland annat stort ägande av den anställda personalen gjorde det svårt att genomföra rationaliseringar. Efter neddragningar blev VARIG Brasiliens tredje största bolag. I januari 2007 uteslöts Varig från Star Alliance efter att inte ha levt upp till sina medlemsåtaganden. Varig hade under sin glansperiod en flotta med Boeing 747, 777, 767, 737 och MD-11.
Efter företagsrekonstruktionen köptes företaget upp 2007 av moderbolaget till lågprisflygbolaget Gol Transportes Aéreos. År 2010 integrerades Varig i GOL.

## Flotta
- Boeing 737-300
- Boeing 737-700ER
- Boeing 737-800NG
- Boeing 767-200ER
- 2000Boeing 767-300

## VARIG log
Varig Log var fraktdelen inom flygbolaget Varig, med flygplan som McDonnell Douglas MD-11 och Boeing 727. Bolaget ägs nu av Avianca.